# Чухаджян Карен Тигранович
Чухаджян Карен Тігранович (нар. 23 квітня 1996, Київ) — український професійний боксер вірменського походження. Володар титулу WBO International. Претендент на титул IBF в напівсередній вазі.

## Професіональна кар'єра
25 квітня 2015 року у віці 19 років Карен Чухаджян дебютував на професійному рингу, взявши участь у в українському турнірі «Super 8» в першій середній вазі, де за один вечір провів три трираундових боя, в яких спочатку одностайним рішенням суддів переміг Владислава Баранова та Михайла Шибунька, а у фіналі програв бій розділеним рішенням суддів Андрію Великовському та посів друге місце у турнірі.
Після турніру «Super 8» продовж 2015—2017 років провів в Україні ще сім переможних боїв. 16 вересня 2017 року в бою за вакантний титул чемпіона світу серед молоді WBO (Youth) у напівсередній вазі здобув перемогу нокаутом над Стівом Суппаном (Нідерланди). Провів один успішний захист, після цього залишив титул вакантним.
2 жовтня 2018 року в бою проти Ділана Лоза (Мексика) завоював вакантний титул WBC Youth Silver у напівсередній вазі. Провів один успішний захист.
1 лютого 2020 року у першому за межами України бою в Калінінграді перебоксував місцевого на той момент непереможного боксера Сергія Воробйова і завоював титул WBA International у напівсередній вазі. Після бою виявилося, що Воробйов себе погано відчував, не знаючи, що вийшов на бій вже хворим на гепатит А, а після бою виявилося, що Чухаджян під час бою також заразився від суперника на гепатит.
2021 року, повернувшись на ринг після лікування, Карен Чухаджян здобув три перемоги. 22 січня 2022 року у Еггенштайн-Леопольдсгафені здобув перемогу технічним нокаутом у восьмому раунді над британцем Раяном Мартіном і завоював вакантний титул IBF Inter-Continental у напівсередній вазі. 2 липня 2022 року провів захист проти австралійця Блейка Мінто і здобув перемогу, змусивши суперника відмовитися від продовження бою після шостого раунду.
7 січня 2023 року у Вашингтоні в другому за значимістю в рамках платної трансляції PPV бою зустрівся з американським нокаутером Джароном Еннісом (29-0, 27KO). Бій тривав увесь відведений час і завершився перемогою американця, який, вперше в кар'єрі пройшовши усі дванадцять раундів, завоював титул «тимчасового» чемпіона IBF у напівсередній вазі. Чухаджян зазнав другої в кар'єрі поразки.
29 квітня 2023 року у Мадриді на арені WiZink Center Карен провів поєдинок проти венесуельця Мішеля Маркано. Вже у другому раунді Чухаджян відправив суперника у технічний нокаут ударом по печінці. 
28 жовтня 2023 року переміг чемпіона Європи, італійця Петро Россетті технічним нокаутом у 9 раунді. На кону стояв титул IBF Inter-Continetal. Завдяки цій перемозі Чухаджян повернув пояс, яким він володів у 2022 році.
17 травня 2024 року провів бій проти Гаррі Скарффа (Велика Британія) за звання обов'язкового претендента на титул чемпіона IBF. Чухаджян здобув перемогу над Скарффом одностайним рішенням суддів.